# Фрасин (Долж)
Фрасин (рум. Frasin) насеље је у Румунији у округу Долж у општини Плешој. Oпштина се налази на надморској висини од 203 m.

## Становништво
Према подацима из 2002. године у насељу је живело 106 становника, од којих су сви румунске националности.